# ماجراهای آلیس در سرزمین عجایب (فیلم ۱۹۱۰)
ماجراهای آلیس در سرزمین عجایب (انگلیسی: Alice's Adventures in Wonderland) فیلمی به کارگردانی ادوین اس پورتر است که در سال ۱۹۱۰ منتشر شد.